# Libertyville (Illinois)
Libertyville is een plaats (village) in de Amerikaanse staat Illinois, en valt bestuurlijk gezien onder Lake County.

## Demografie
Bij de volkstelling in 2000 werd het aantal inwoners vastgesteld op 20.742. In 2006 is het aantal inwoners door het United States Census Bureau geschat op 21.955, een stijging van 1213 (5,8%).

## Geografie
Volgens het United States Census Bureau beslaat de plaats een oppervlakte van 23,5 km², waarvan 22,7 km² land en 0,8 km² water. Libertyville ligt op ongeveer 207 m boven zeeniveau.

## Plaatsen in de nabije omgeving
De onderstaande figuur toont nabijgelegen plaatsen in een straal van 8 km rond Libertyville.

## Geboren
- Zak Orth (15 oktober 1970), acteur